# М'ясокомбінату селище

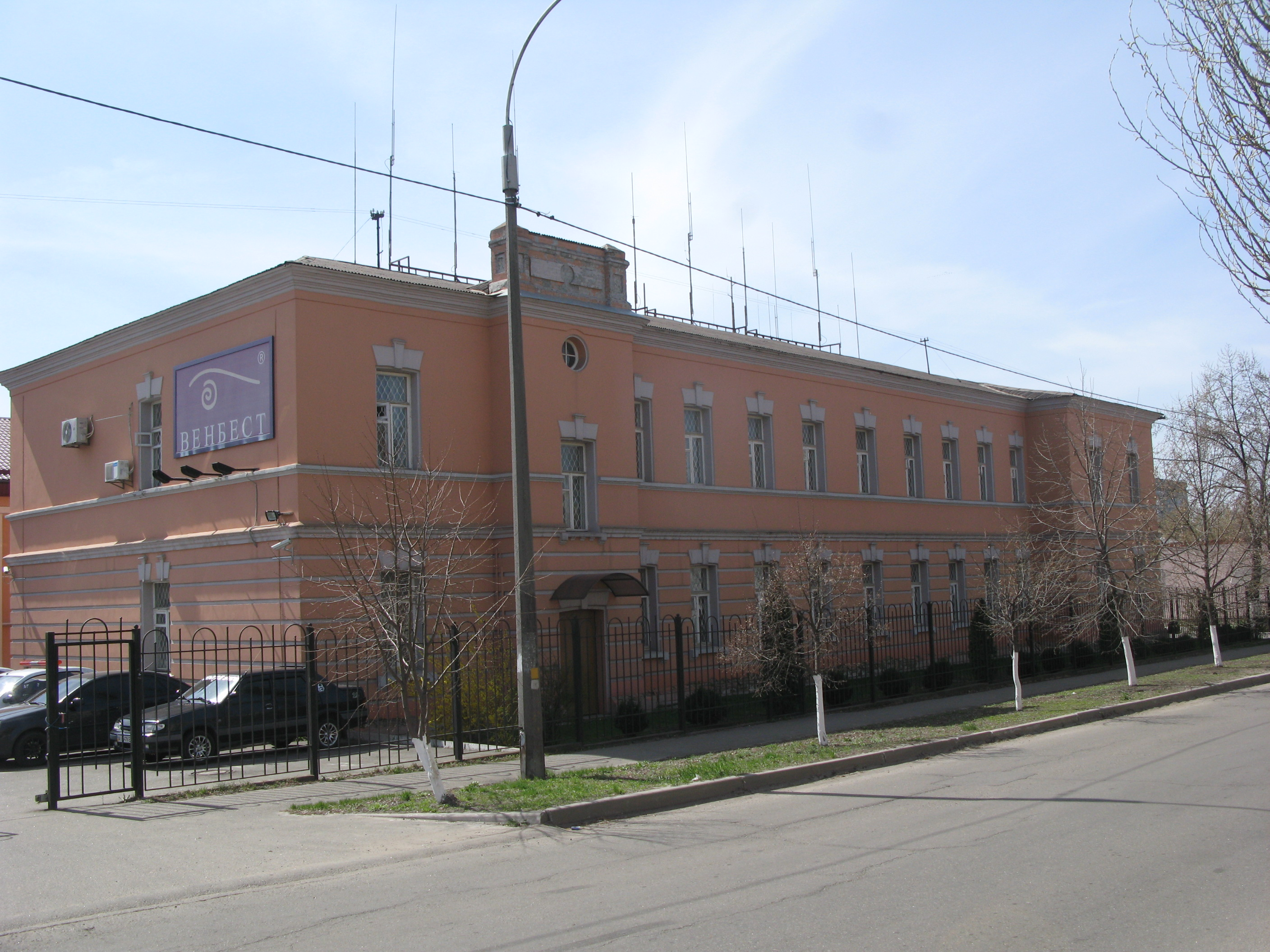
Будинок на вулиці Зрошувальній - найдавніша споруда селища

М'ясокомбінату селище — історична місцевість Києва, селище, розташоване вздовж Зрошувальної вулиці

## Історія
У 1913–1914 роках у 16 кварталі Микільського лісництва, на місці відчуженої для потреб військового відомства ділянки лісу, військові інженери збудували Казенний холодильник та невеличку бійню з очисними спорудами. Холодильник та бійня зруйновані під час подій Української революції 1917–1920 років. Їх було відновлено у 1921–1922 роках. Тут запрацювала скотобійня і завод з переробки кишок.
Унікальною спорудою тих часів є будівля на вулиці Зрошувальній, 6. Двоповерхова цегляна споруда, зведена разом із бійнею орієнтовно у 1913–1914 роках. Типологічно схожа на споруди того ж періоду на території сучасної Чернігівщини. Позначена на топографічній карті 1932 року на території м’ясокомбінату. По Другій світовій війні використовувалась як гуртожиток м’ясокомбінату. Потім приміщення зайняла машинолічильна станція, що нараховувала зарплату підприємствам Дарницького району. Станом на 2021 рік у споруді розміщено різні магазини промислових товарів.
Селище ж виникло у 1928–1930 роках, коли наявну на той час бойню перебудовано та перетворено на м’ясокомбінат. У 1930-х споруджено чотири житлові будинки та будівлю дитячих ясел.
Двоповерхову будівлю ясел м’ясокомбінату на 120 місць за сучасною адресою вулиця Зрошувальна, 3 зведено у 1936–1937 роках за проєктом архітектора Г. О. Сластіонова. Вартість будівництва становила 328,1 тис. крб. Згодом у приміщенні був гуртожиток м’ясокомбінату. Станом на 2021 рік споруда закинута.
При будинку заводського управління було споруджено і заводський клуб. Основна частина селища компактно розмістилась уздовж вулиці Зрошувальної (сучасна назва з 1958 року).
Будинки селища Дарницького м’ясокомбінату, а також ясла, 1943 року спалено, але по війні відновлено. До того ж, між двома будинками було «вбудовано» житловий об’єм, внаслідок чого два будинки фактично перетворились на один, а ще один будинок було перебудовано на громадську споруду. Нині це будинки на Зрошувальній, 4, 10 та 14.
Після Другої світової війни між залізницею Дарниця-Полтава та вулицею Бориспільською спорудили тимчасові дерев’яні бараки для молоді, що працювала на відбудові м’ясокомбінату, і тих, хто вчились у фабрично-заводському училищі при ньому. Ця частина селища отримала неофіційну назву Голопузівка та Шанхай. Шанхай був забудований ще в 1950-ті (на цьому місці тепер радіозавод), а замість Голопузівки в 1970-х звели автобусний парк № 7.
Існує в селищі м’ясокомбінату й багатоповерхова забудова. Це дві 9-поверхівки, споруджені на Зрошувальній, 3-А (1976) та 3-Б (1982). Решта забудови — двоповерхівки 1930-х рр., колишні ясла, заводоуправління. 
Найстаріша будівля селища — згадувана вище двоповерхівка на Зрошувальній, 6, споруджена. Це один з небагатьох зразків забудови Київського Лівобережжя, які збереглися ще з часів російської імперії, коли ця місцевість ще не входила до меж Києва.